# Manfred Kerkhoff
Manfred Heinrich Kerkhoff (Gelsenkirchen, 30 de marzo de 1937-Río Piedras, San Juan de Puerto Rico, 20 de febrero de 2007) fue un filósofo y catedrático universitario alemán establecido en Puerto Rico.

## Biografía
Kerkhoff nació en Alemania y vivió su infancia entre el régimen nazi, la Segunda Guerra Mundial y la posguerra. Se formó en la Universidad de Tubinga y en la de Múnich, donde se doctoró en 1962.
Se estableció en Puerto Rico en 1964 siguiendo los pasos y orientado por Ludwig Schajowicz, profesor austriaco superviviente del nazismo. Fue catedrático de la Universidad de Puerto Rico, Recinto de Río Piedras, donde desarrolló su labor en Filosofía antigua, pensamiento precolombino y la obra de Nietzsche, sobre quien realizó la tesis doctoral en su momento —Nietzsche y los presocráticos— y del que era especialista. Desarrolló profundamente en los últimos años trabajos sobre la kairología o filosofía del tiempo oportuno. También fue profesor visitante en distintas universidades europeas (París, Madrid, Bonn...). Su aproximación al estudio del tiempo oportuno en la filosofía lo acercó, no solo a examinar la temporalidad en autores como Aristóteles, Kierkegaard, Heidegger o Karl Jaspers, sino también al estudio del tiempo sagrado en las culturas precolombinas como la maya.
Entre sus obras se encuentran Anotaciones sobre la cosmogonía de Popol Vuh (1982), Vivir elegíacamente: la temporalidad de lo trágico en Friedrich Hölderlin (Antioquía, 1994), Kairós: exploraciones ocasionales en torno a tiempo y destiempo (San Juan, 1997) o La filosofía del desencanto y Nietzsche en Puerto Rico (San Juan, 1998).